# Канашевское сельское поселение
Канашевское се́льское поселе́ние — муниципальное образование в Красноармейском районе Челябинской области Российской Федерации. В рамках административно-территориального устройства муниципальное образование  соответствует административно-территориальной единице Канашевский сельсовет.
Административный центр — село Канашево.

## История
Статус и границы сельского поселения установлены Законом Челябинской области от 9 июля 2004 года № 243-ЗО «О статусе и границах Красноармейского муниципального района и сельских поселений в его составе»

## Население
| 2002  | 2010  | 2011  | 2012  | 2013  | 2014  | 2015  |
| ----- | ----- | ----- | ----- | ----- | ----- | ----- |
| 4831  | ↗4923 | ↗4940 | ↗5008 | ↗5045 | ↗5054 | ↘4962 |
| 2016  | 2017  | 2018  | 2019  | 2020  | 2021  | 2023  |
| ↗5100 | ↘5075 | ↘4993 | ↘4952 | ↘4934 | ↘4879 | ↘4877 |

## Состав сельского поселения
| № | Населённый пункт  | Тип населённого пункта       | Население |
| - | ----------------- | ---------------------------- | --------- |
| 1 | Анфалово          | деревня                      | ↘9        |
| 2 | Берсеневка        | деревня                      | ↗180      |
| 3 | Калиновка         | деревня                      | ↗28       |
| 4 | Калуга-Соловьёвка | село                         | ↘440      |
| 5 | Канашево          | село, административный центр | ↗3264     |
| 6 | Пашнино           | село                         | ↗420      |
| 7 | Таукаево          | село                         | ↗600      |